# 王石凹镇
王石凹镇是中国陕西省铜川市印台区下辖的一个镇。

## 行政区划
王石凹镇下辖以下行政区：
西山社区、街南社区、街北社区、李家塔社区、炭庄塔村、傲背村、李家塔村、陈家河村、王石凹村、苟村